# Kepler-8
Coordenadas:  18h 45m 9.1s, +42° 27′ 3.8″
Kepler-8 é uma estrela localizada na constelação de Lyra no campo de visão da Missão Kepler, uma operação liderada pela NASA com a tarefa de descobrir planetas semelhantes à Terra. A estrela, que é um pouco mais quente, maior e mais maciço que o Sol, tem um gigante gasoso em sua órbita, Kepler-8b. Este gigante gasoso é maior do que Júpiter, mas é menos maciço e, portanto, mais difuso. A descoberta do planeta foi anunciado ao público em 4 de janeiro de 2010, juntamente com outros quatro planetas. Como o quinto sistema planetário confirmado e verificado pelo Kepler, que ajudou a demonstrar as capacidades da sonda espacial Kepler.

## Nomenclatura e história
Kepler-8 foi nomeado assim, porque é a estrala foi a oitava confirmada durante o curso da Missão Kepler, um programa da NASA com a tarefa de pesquisar uma região do céu para encontrar planetas terrestres em trânsito, ou que cruzem na frente da estrela que eles orbitam em relação à Terra. O planeta em órbita de Kepler-8, Kepler-8b, foi o quinto dos cinco primeiros planetas descobertos pela sonda Kepler; os três primeiros planetas confirmados pela Kepler já tinham sido descobertos, e só foram utilizados para verificar a precisão das medições do Kepler. A descoberta de Kepler-8b foi anunciado ao público em 4 de janeiro de 2010 em uma reunião da American Astronomical Society, em Washington, D.C., juntamente com planetas em órbita em torno de Kepler-4, Kepler-5, Kepler-6 e Kepler-7.
Os dados que foram utilizados para identificar a existência de Kepler-8b forram re-examinados e verificados por observatórios no Havaí, Arizona, Texas, Califórnia e Ilhas Canárias.

## Características
Kepler-8 está situado a cerca de 1.330 (± 180) pc (ou 4.338 ± 587 anos-luz) da Terra. Com uma massa de 1.213 Msol e um raio de 1.486 Rsol, Kepler-8 é mais maciço que o Sol por cerca de um quinto da massa do Sol, e é quase 1.5 vezes o seu tamanho. A estrela é prevista para ter 3.84 (± 1.5) bilhões de anos, em comparação com a idade do Sol de 4.6 bilhões de anos. Kepler-8 tem uma metalicidade de [Fe/H] = -0.055 (± 0.03), tornando-se 12% menos rico em metais do que o Sol; metalicidade é importante em estrelas porque as estrelas mais ricas em metais são mais propensas em abrigar planetas. A estrela também tem uma temperatura efetiva de 6213 (± 150) K, o que significa que é mais quente que o Sol, que tem uma temperatura efetiva de 5778 K.
Kepler-8 tem uma magnitude aparente de 13.9 e não pode ser vista a olho nu.

## Sistema planetário
Kepler-8b é o único planeta que foi descoberto na órbita de Kepler-8. Com uma massa de 0.603 MJ e um raio de 1.419 RJ, o planeta é 60% da massa, mas 42% maior do que o planeta Júpiter. O planeta é difuso, com uma densidade de 0.261 gramas/cc, especialmente em comparação com Júpiter a sua densidade é de 5.515 gramas/cc. A uma distância de 0.0483 UA, Kepler-8b orbita sua estrela a cada 3.5225 dias. A excentricidade de Kepler-8 é assumido como sendo 0, o que daria ao planeta uma órbita circular. Em comparação, o planeta Mercúrio orbita o Sol a 0.3871 UA a cada 87.97 dias. Mercúrio também tem uma órbita elíptica, com uma excentricidade de 0.2056.